# Denys Haynes
Denys Eyre Lankester Haynes (* 15. Februar 1913 in Harrogate, Yorkshire; † 27. September 1994 in Oxford) war ein britischer Klassischer Archäologe.

## Leben
Nach dem Besuch des Marlborough College in Marlborough von 1926 bis 1932 studierte Haynes bis 1935 in Cambridge am Trinity College Klassische Archäologie. Danach studierte er ein Jahr an der Universität Bonn Provinzialrömische Archäologie und forschte an der British School at Rome. 1937 begann er seine wissenschaftliche Tätigkeit als Assistent in der Abteilung für Metallarbeiten des Victoria and Albert Museum. Seit 1939 arbeitete er an der Antikenabteilung des British Museum. Er gehörte zu den Museumsmitarbeitern, die die Objekte kriegsbedingt einlagerten. 1941 trat er in die Royal Artillery ein, später arbeitete er für den militärischen Geheimdienst. 1945 bis 1946 arbeitete er als „Antiquities officer“ in Libyen. 1946 kehrte er an das British Museum zurück. 1951 heiratete er die deutsche Etruskologin Sybille Overhoff. 1954 wurde er stellvertretender Leiter der Antikenabteilung, 1956 Leiter der Antikenabteilung des British Museums (“Keeper of Greek and Roman Antiquities”) als Nachfolger von Bernard Ashmole. 1976 wurde er pensioniert.

## Veröffentlichungen (Auswahl)
- The Parthenon Frieze. Batchworth Press, London 1959.
- Fifty Masterpieces of Classical Art in the British Museum. British Museum, London 1970.
- The Portland Vase. British Museum, London 1964.
- The Arundel Marbles. Ashmolean Museum, Oxford 1975.
- Greek Art and the Idea of Freedom. Thames and Hudson, London 1981.
- The Technique of Greek Bronze Statuary. Philipp von Zabern, Mainz 1992.